# Fortunato Manca
Fortunato Manca (Monserrato, 17 dicembre 1934 – Cagliari, 16 dicembre 2008) è stato un pugile italiano, soprannominato "Il toro di Monserrato". Fu campione europeo dei pesi welter (1964-1965) e sfidante al titolo mondiale dei pesi medi junior in possesso di Alessandro Mazzinghi.

## Carriera
Debuttò professionista, nei pesi welter, il 16 settembre 1955, battendo a Milano Luigi Russano. Conseguì una serie iniziale di 20 incontri senza sconfitte con 19 vittorie e un solo pari. Tra le sue vittime, il danese Chris Christensen, futuro avversario di Loi e Papp, per i titoli europei dei welter e dei medi. Nonostante la maggiore altezza dell'avversario (178 cm), Manca lo sconfisse ai punti sul ring di Cagliari.
Il 26 dicembre 1959, a Milano, subì la sua prima sconfitta (unica prima del limite) per squalifica alla settima ripresa, dal belga Jean Hoeffler. Il 1º maggio 1960, allo Stadio Amsicora di Cagliari, combatté per il titolo italiano dei welter, detenuto dal raffinato Bruno Visintin. Di fronte a trentamila spettatori, Manca andò subito all'attacco, tenuto a distanza dall'abile gioco di gambe dell'avversario. Al sesto e al settimo round, il sardo andava a segno con colpi rabbiosi. Poi, lo spezzino si riprese e il confronto si concluse con un verdetto di parità che lasciava il titolo nei guantoni del detentore.
Il 30 settembre 1961, sul ring casalingo, Manca si prese una sonora rivincita, spedendo Ko alla seconda ripresa il belga Hoeffler, l'unico, sino ad allora, ad averlo sconfitto. Il 15 luglio dell'anno successivo, sempre all'Amsicora, affrontò Duilio Loi, il “mostro sacro” del pugilato italiano, per il titolo europeo dei welter, da questi detenuto. Anche stavolta Manca condusse il combattimento all'attacco ma si trovava di fronte un maestro dell'arte difensiva e dei colpi d'incontro. Il combattimento, pur propendendo per il detentore del titolo, sembrava essere quasi equilibrato sino all'ultima ripresa. Ma, a pochi secondi dal termine, “l'uomo degli ultimi due round” – così era soprannominato Duilio Loi – fece partire un pugno micidiale che atterrò il suo avversario. Fu la prima e l'unica volta che il monserratino conobbe l'onta del knock-down. Manca si rialzò subito e fu contato sino all'otto. Immediatamente dopo suonò il gong finale. Loi vinse con un chiaro verdetto ai punti.
Il 14 dicembre 1962, Manca conquistò il titolo italiano, lasciato vacante da Visintin, al Palazzetto dello Sport di Roma, sconfiggendo l'idolo locale Fernando Proietti, ai punti in dodici riprese. Mantenne il titolo a Torino, contro Franco Nenci, per Kot alla settima ripresa. Il 9 ottobre 1964, sempre al Palazzetto dello Sport, conquistò la cintura europea dei pesi welter (titolo vacante) infliggendo la prima sconfitta al campione di Francia François Pavilla per getto della spugna al sesto round.

Una fase del match tra Sandro Mazzinghi e Fortunato Manca, per il titolo mondiale dei pesi superwelter

Subito dopo, Manca salì di categoria per sfidare il campione del mondo dei superwelter, Sandro Mazzinghi, in un match valido per il titolo, l'11 dicembre 1964, al Palazzo dello Sport di Roma. Era la prima volta che due italiani si sfidavano con in palio la corona mondiale. Stavolta fu Mazzinghi a condurre il match con la sua boxe generosa, acquisendo un chiaro vantaggio. All'ultima ripresa, però, Manca lo mise alle corde con una serie micidiale e solo l'orgoglio e il gong riuscirono a salvare il campione toscano da una clamorosa sconfitta prima del limite. Mazzinghi mantenne il titolo mondiale con un vantaggio di due o tre punti.
Il 23 aprile 1965, sempre al Palazzo dello Sport, nel sottoclou del match mondiale Burruni-Kingpetch, Manca combatté contro il futuro campione del mondo dei pesi welter Curtis Cokes, ma non andò oltre un'onorevole sconfitta ai punti. Il 2 giugno dello stesso anno difese vittoriosamente il titolo europeo, spedendo Ko alla seconda ripresa lo spagnolo Carmelo Garcia al Palazzo dello Sport di Madrid.
Il 31 agosto 1965 accettò di combattere nell'infernale ring di Bangkok contro Apidej Sit-Hirun, eroe nazionale soprattutto per i suoi combattimenti Muay thai. Vinse ai punti contro un avversario ancora imbattuto e più alto di dodici centimetri. Sfortunatamente dovette interrompere la carriera, da campione europeo in carica, a seguito del distacco della retina dopo l'ultimo combattimento. Il sardo rimane comunque uno dei pochissimi pugili italiani ad essere sceso vittorioso da un ring orientale.
Complessivamente, da professionista, Manca vinse 71 incontri di cui 31 per knock-out, subì 8 sconfitte (nessuna per Ko) e 4 pari. Soltanto il grande Duilio Loi riuscì a mandarlo al tappeto per pochi secondi in tutta la sua carriera.
Dopo il ritiro si dedicò all'insegnamento.